# Rondi Reed
Rondi Anne Reed (nacida el 26 de octubre de 1952) es una actriz estadounidense de teatro y cine. Miembro desde hace mucho tiempo de Steppenwolf Theatre Company de Chicago, ha aparecido en más de 50 producciones en ese teatro. También activa en Broadway, ganó el premio Tony en 2008 a la mejor interpretación de una actriz destacada en una obra por su interpretación de Mattie Fae Aiken en Agosto (condado de Osage). Es conocida por el papel de Peggy en la comedia televisiva Mike & Molly, que interpretó entre 2010 y 2016.

## Primeros años
Reed nació en Dixon, Illinois. Se graduó de la Universidad Estatal de Illinois en 1977.  Luego conoció a un productor teatral de Broadway llamado Stephen Eich en 1976 durante su tiempo en Steppenwolf Theatre y se casó con él en 1982. Se divorciaron en 2016, después de 34 años de casados.

## Carrera
Reed ha sido miembro de la Compañía de Teatro Steppenwolf de Chicago durante muchos años, apareciendo en 51 producciones con la compañía. Apareció en Broadway en The Rise and Fall of Little Voice en 1994 y The Grapes of Wrath en 1990, entre otros. El 13 de julio de 2005, interpretó el papel de Madame Morrible en la producción de Chicago del musical Wicked.
Ella originó el papel de Mattie Fae Aiken en la producción de Broadway de Agosto (condado de Osage) en 2007, por la cual ganó el Premio Tony 2008 a la Mejor Actuación de una Actriz Destacada en una Obra.
Más tarde repitió su papel de Madame Morrible en Wicked in Chicago, a partir del 27 de junio de 2008. Su segunda carrera terminó el 18 de noviembre de 2008 y fue reemplazada nuevamente por Robertson. Luego repitió su papel de Mattie Fae Aiken en la producción londinense de August: Osage Country antes de regresar a Madame Morrible en la producción de Broadway de Wicked. Comenzó a actuar el 17 de marzo de 2009, reemplazando a Jayne Houdyshell y se retiró como la directora malvada el 27 de junio de 2010, para protagonizar la producción australiana de August in Sídney. La participación limitada del programa se desarrolló del 13 de agosto al 25 de septiembre de 2010.  Regresó a la producción de Nueva York de "Wicked" del 31 de julio de 2017 al 28 de enero de 2018.
Apareció en el episodio de Seinfeld "The Kiss Hello" (emitido originalmente el 16 de febrero de 1995). Protagonizó la comedia de situación de CBS Mike & Molly, como Peggy Biggs, la madre de Mike. También apareció en Roseanne como terapeuta de Jackie.

## Filmografía

#### Películas
| Película | Película                 | Película           | Película                                                               |
| Año      | Título                   | Papel              | Notas                                                                  |
| -------- | ------------------------ | ------------------ | ---------------------------------------------------------------------- |
| 1986     | Una noche de sábado más  | Sra. Becker        |                                                                        |
| 1992     | Más pasta                | Fiscal de distrito |                                                                        |
| 1993     | nacida ayer              | Victoria Penny     |                                                                        |
| 1993     | Fuga mortal              | Detective Chelsey  | También lanzado como Army of One y Vanishing Red, entre otros títulos. |
| 1993     | Audaz                    | Veronica Castane   |                                                                        |
| 1996     | Ojo por ojo              | Regina Graz        |                                                                        |
| 1997     | Selva 2 selva            | Sara               |                                                                        |
| 1999     | La esposa del astronauta | Dra. Conlin        |                                                                        |
| 2014     | Algodón                  | Nadina             |                                                                        |
| 2015     | Siempre digno            | Micaela            |                                                                        |

#### Series
| Televisión | Televisión                          | Televisión                   | Televisión                                                               |
| Año        | Título                              | Papel                        | Notas                                                                    |
| ---------- | ----------------------------------- | ---------------------------- | ------------------------------------------------------------------------ |
| 1992       | Roseanne                            | Therapist                    | Temporada 4 episodio 20: "Therapist"                                     |
| 1992       | L. A. Law                           | Nancy Lapine                 | Temporada 6 episodio 20: "Beauty and the Breast"                         |
| 1992       | Desperate Choices: To Save My Child | Dra. Brunell                 | TV                                                                       |
| 1993       | Wild Palms                          | Eileen Whitehope             | Miniserie Episodios: "Everything Must Go" y "The Floating World"         |
| 1993       | Murder in the Heartland             | Jonette Fox                  | Miniserie                                                                |
| 1995       | Grace Under Fire                    | Irma Gold                    | Temporada 2 episodio 14: "No Money Down"                                 |
| 1995       | Seinfeld                            | Mary                         | Temporada 6 episodio 17: "The Kiss Hello"                                |
| 1995       | Un tranvía llamado Deseo            | Eunice                       | TV                                                                       |
| 1996       | Innocent Victims                    | Bonnie Griffin               | TV                                                                       |
| 1997       | Nothing Sacred                      | Barbara Keneally             | Episodio 3: "Mixed Blessings"                                            |
| 1997       | Night Man                           | Madre de chica hospitalizada | Temporada 1 episodio 5: "Still of the Night"                             |
| 1998       | The Practice                        | Suzanne Carroll              | Temporada 2 episodio 22: "Another Day"                                   |
| 1998       | Cybill                              | Terapeuta                    | Temporada 4 episodio 16: "Fine Is Not a Feeling"                         |
| 1999       | Home Improvement                    | Dra. Miller                  | Temporada 8 episodio 22: "Loose Lips and Freudian Slips"                 |
| 2003       | Beth, hermana de Roy                | TV                           |                                                                          |
| 2003       | Fargo                               | Anne Mendelson               | TV                                                                       |
| 2008       | Lipstick Jungle                     | Lana                         | Season 1 episodio 4: "Chapter Four: Bombay Highway"                      |
| 2010       | You Don't Know Jack                 | Jueza Cooper                 | TV movie                                                                 |
| 2010–2016  | Mike & Molly                        | Peggy                        | 62 episodios                                                             |
| 2014       | Long Way Home                       | Sandy "Go-Go" Rhodes         | Temporada 1 episodios 1-4: "Del 1," "Del 2," "Del 3," "Del 4"            |
| 2015       | Scandal                             | Mary Peterson                | Temporada 4 episodio 20: "First Lady Sings the Blues"                    |
| 2016       | Masters of Sex                      | Edith Schiff                 | Season 4 episodios 5, 6, 7: "Outlier," "Family Only," "In to Me You See" |
| 2018       | Disjointed                          | Nana                         | Episodio 18: "A-A-R-Pot"                                                 |
| 2018       | How To Get Away With Murder         | Jueza Victoria Harper        | Temporada 5 episodio 3: "The Baby Was Never Dead"                        |
| 2018       | Midnight, Texas                     | Grace Barrone                | Temporada 2 episodio 4: "I Put A Spell on You"                           |
| 2019       | Speechless                          | Nina                         | Temporada 3 episodio 13: "F-a-Fashion 4 A-All"                           |
| 2021       | Mom                                 | Jolene                       | Temporada 8 episodio 18: "My Kinda People and the Big To-Do"             |
| 2022       | B Positive                          | Irene                        | 3 episodios                                                              |
| 2022       | How We Roll                         | Ruth                         | 3 episodios                                                              |